# کیس آرتس
کیس آرتس (انگلیسی: Kees Aarts; ۳۰ نوامبر ۱۹۴۱ – ۲۶ نوامبر ۲۰۰۸) بازیکن فوتبال اهل هلند بود.
او در اتحادیه فوتبال متحد بازی می‌کرد و یک بار در سال ۱۹۶۶ در تیم ملی هلند در سطح بین‌المللی بازی کرد.